# Catllar
Catllar (oficialmente y en catalán El Catllar) es un municipio de Cataluña, España. Perteneciente a la provincia de Tarragona, en la comarca del Tarragonés. Según datos de 2018 su población era de 4344 habitantes. Está en la orilla derecha del río Gayá, en una pequeña colina de 59 metros de altura. El término municipal actual incluye diversas urbanizaciones y masías.

## Historia
Formó parte de las posesiones de la familia Montoliu desde 1066 hasta 1344 cuando fueron vendidos los derechos a Pere de Requesens. Poco después pasó a manos de Bernat d'Olzinelles, tesorero del rey Pedro el Ceremonioso. Más adelante, los derechos fueron para la familia Queralt quien los mantuvo hasta el fin de las señorías.
Fue un punto estratégico durante la guerra contra Juan II y se encargó la defensa de la villa a Roger de Clariana. En 1564, sufrió el asedio por parte de las tropas del conde de Prades. Aunque el pueblo resistió, su defensor, Menaut de Beaumont, entregó la posición poco después de enterarse de que Villafranca del Panadés estaba ya en manos de las tropas del castellano.
En el término municipal de Catllar se produjo en 1641, dentro de la Guerra de los Segadores, una batalla en la que quedaron derrotadas las tropas del condestable de Nápoles, Federico Colonna. En esta batalla participó el escritor Pedro Calderón de la Barca.

## Demografía
Cuenta con una población de 5218 habitantes (INE 2024).
| Gráfica de evolución demográfica de Catllar entre 1842 y 2021 |
| |
| Población de derecho según los censos de población del INE Población de hecho según los censos de población del INEEn estos censos se denominaba Catllar: 1842, 1857, 1860, 1877, 1887, 1897, 1900, 1910, 1920, 1930, 1940, 1950, 1960, 1970 y 1981 |

## Economía
La base económica del municipio es la agricultura de secano. Destacan los cultivos de algarrobos, almendros y viñas. Hay diversas granjas avícolas y porcinas.
El establecimiento de segundas residencias en el municipio ha provocado un auge en el sector servicios. 
El Catllar tiene cerca de 30 urbanizaciones.

## Cultura
Quedan pocos restos del castillo de la villa, antigua posesión de los condes de Santa Coloma. Aún están en pie un par de torres rectangulares así como un trozo de muro que las une. 
La iglesia parroquial está dedicada a San Juan el Bautista. Las obras de construcción se iniciaron en 1776 sobre los restos de un antiguo templo. Fue consagrada el 28 de agosto de 1790. La capilla del Santísimo es de construcción posterior (1850) y está separada del templo principal.
Catllar celebra su fiesta mayor el cuarto domingo de agosto.